# Carlos Soto
Carlos Soto (ur. ?) – boliwijski piłkarz grający na pozycji pomocnika. 

## Kariera reprezentacyjna
Carlos Soto grał w reprezentacji Boliwii w latach dwudziestych. W 1926 uczestniczył w Copa América 1926. Boliwia zajęła na tym turnieju ostatnie, piąte miejsce, a Carlos Soto wystąpił we wszystkich czterech meczach. W przegranym 1-6 meczu z Paragwajem zdobył jedyną bramkę dla Boliwii. 
Rok później ponownie grał na Copa América 1927. Boliwia zajęła czwarte, ostatnie miejsce, a Carlos Soto zagrał w dwóch pierwszych meczach Boliwii.